# Le Mesnil-Simon (Calvados)
Pour les articles homonymes, voir Le Mesnil-Simon.
Le Mesnil-Simon est une commune française, située dans le département du Calvados en région Normandie, peuplée de 157 habitants.

## Géographie
| Lécaude                                       | Lécaude, Les Monceaux | Les Monceaux                                        |
| Grandchamp-le-Château                         | du Mesnil-Simon       | Saint-Pierre-des-Ifs (par un angle) Le Mesnil-Eudes |
| Grandchamp-le-Château, Saint-Julien-le-Faucon | Lessard-et-le-Chêne   | Lessard-et-le-Chêne                                 |

### Hydrographie
La commune est située dans le bassin Seine-Normandie. Elle est drainée par la Vie, le ruisseau du Mesnil-Simon, le fossé 01 de la Beurrerie, le ruisseau de la Varende, le fossé 01 du Hameau de Cour, le fossé 06 des Vallées, le fossé 01 de la Cour Duchesne et un autre petit cours d'eau,.
La Vie, d'une longueur de 67 km, prend sa source dans la commune de Ménil-Hubert-en-Exmes et se jette  dans la Dives à Méry-Bissières-en-Auge, après avoir traversé 16 communes. 

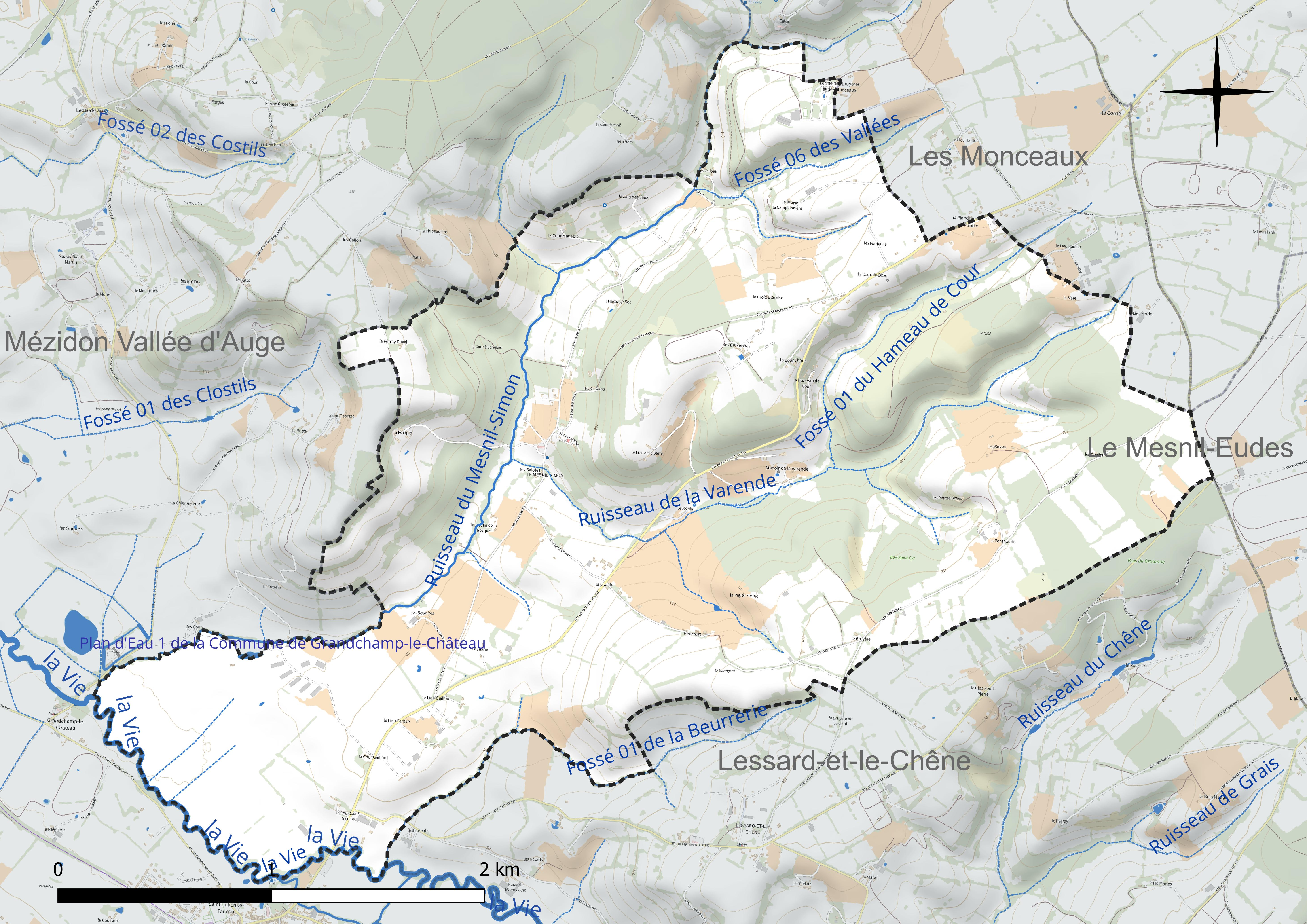
Réseau hydrographique du Mesnil-Simon.

### Climat
Pour des articles plus généraux, voir Climat de la Normandie et Climat du Calvados.
En 2010, le climat de la commune est de type climat océanique franc, selon une étude du CNRS s'appuyant sur une série de données couvrant la période 1971-2000. En 2020, Météo-France publie une typologie des climats de la France métropolitaine dans laquelle la commune est exposée à un climat océanique et est dans la région climatique  Normandie (Cotentin, Orne), caractérisée par une pluviométrie relativement élevée (850 mm/a) et un été frais (15,5 °C) et venté. Parallèlement le GIEC normand, un groupe régional d'experts sur le climat, différencie quant à lui, dans une étude de 2020, trois grands types de climats pour la région Normandie, nuancés à une échelle plus fine par les facteurs géographiques locaux. La commune est, selon ce zonage, exposée à un « climat contrasté des collines », correspondant au Pays d'Auge, Lieuvin et Roumois, moins directement soumis aux flux océaniques et connaissant toutefois des précipitations assez marquées en raison des reliefs collinaires qui favorisent leur formation.
Pour la période 1971-2000, la température annuelle moyenne est de 10,6 °C, avec  une amplitude thermique annuelle de 12,7 °C. Le cumul annuel moyen de précipitations est de 791 mm, avec 13,6 jours de précipitations en janvier et 8,1 jours en juillet. Pour la période 1991-2020, la température moyenne annuelle observée sur la station météorologique la plus proche, située sur la commune de Lisieux à 11 km à vol d'oiseau, est de 11,7 °C et le cumul annuel moyen de précipitations est de 881,4 mm,. Pour l'avenir, les paramètres climatiques de la commune estimés pour 2050 selon différents scénarios d'émission de gaz à effet de serre sont consultables sur un site dédié publié par Météo-France en novembre 2022.

## Urbanisme

### Typologie
Au 1er janvier 2024, Le Mesnil-Simon est catégorisée commune rurale à habitat très dispersé, selon la nouvelle grille communale de densité à 7 niveaux définie par l'Insee en 2022.
Elle est située hors unité urbaine. Par ailleurs la commune fait partie de l'aire d'attraction de Lisieux, dont elle est une commune de la couronne,. Cette aire, qui regroupe 57 communes, est catégorisée dans les aires de 50 000 à moins de 200 000 habitants,.

### Occupation des sols
L'occupation des sols de la commune, telle qu'elle ressort de la base de données européenne d'occupation biophysique des sols Corine Land Cover (CLC), est marquée par l'importance des territoires agricoles (81,6 % en 2018), en diminution par rapport à 1990 (88,7 %). La répartition détaillée en 2018 est la suivante : 
prairies (67,1 %), forêts (18 %), terres arables (11 %), zones agricoles hétérogènes (3,5 %), zones urbanisées (0,4 %). L'évolution de l'occupation des sols de la commune et de ses infrastructures peut être observée sur les différentes représentations cartographiques du territoire : la carte de Cassini (XVIIIe siècle), la carte d'état-major (1820-1866) et les cartes ou photos aériennes de l'IGN pour la période actuelle (1950 à aujourd'hui).

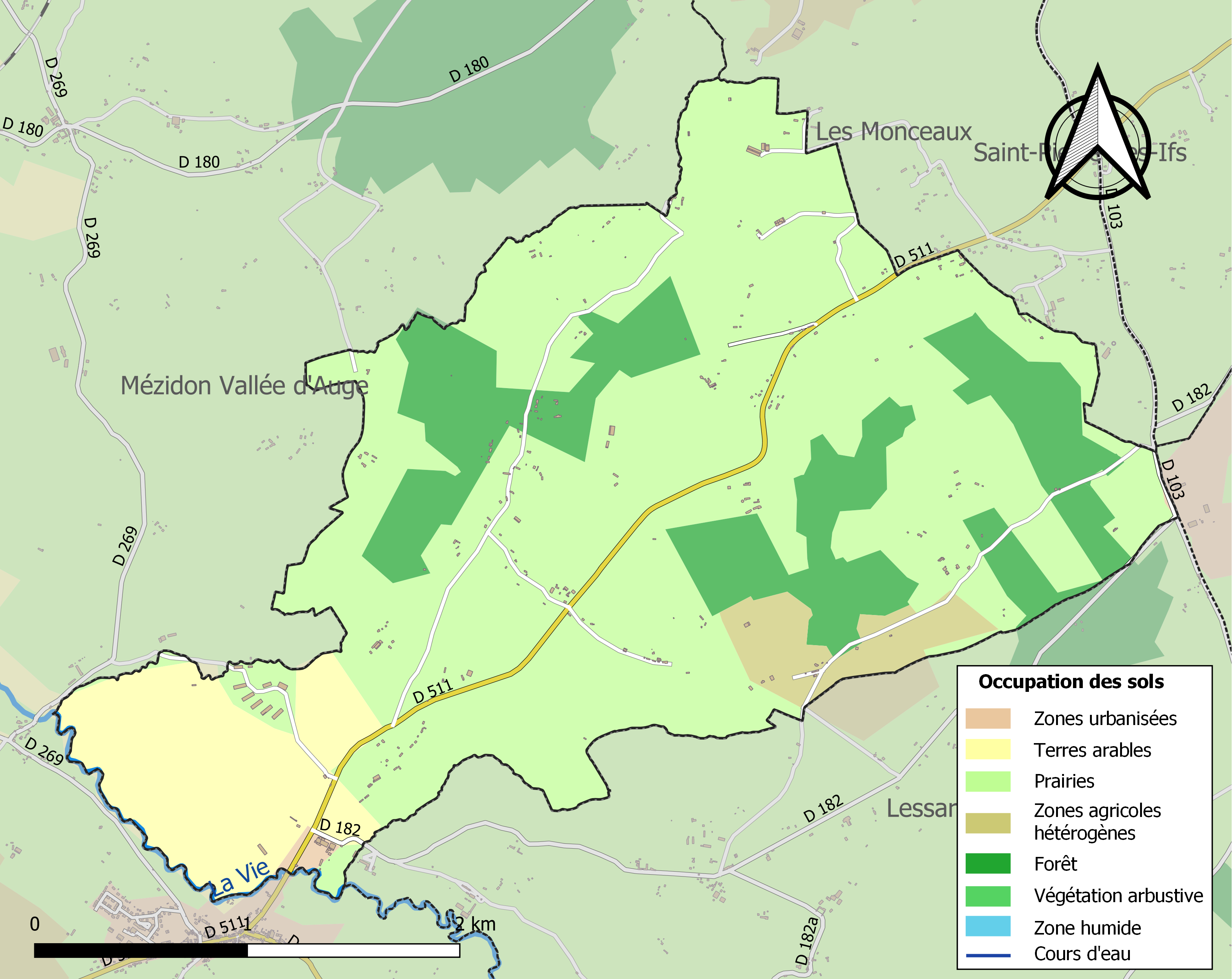
Carte des infrastructures et de l'occupation des sols de la commune en 2018 (CLC).

## Toponymie
Le nom de la localité est attesté sous les formes Mesnil Simoni en 1148, Mesnillum Symonis au XIVe siècle,, Mesnil Simon en 1793, Le Menil-Simon en 1801.
Mesnil est un toponyme fréquent en Normandie, spécifiquement en Bocage normand. Le terme désigne en ancien français un domaine rural et succède ainsi dans la création de toponymes au latin villa. Les Mesnil sont généralement différenciés par un anthroponyme, souvent le seigneur du lieu, ce qui semble être le cas ici.
Le gentilé est Mesnil-Simonais.

## Politique et administration
| Période                                  | Période    | Identité             | Étiquette | Qualité     |
| ---------------------------------------- | ---------- | -------------------- | --------- | ----------- |
| ?                                        | mars 2001  | Bernard Cauchois     |           |             |
| mars 2001                                | mars 2008  | Bruno Gondouin       | SE        | Agriculteur |
| mars 2008                                | avril 2014 | Jean-Claude Frappier | SE        | Retraité    |
| avril 2014                               | En cours   | Daniel Jehanne       | SE        | Retraité    |
| Les données manquantes sont à compléter. |            |                      |           |             |

Le conseil municipal est composé de onze membres dont le maire et deux adjoints.

## Démographie
L'évolution du nombre d'habitants est connue à travers les recensements de la population effectués dans la commune depuis 1793. Pour les communes de moins de 10 000 habitants, une enquête de recensement portant sur toute la population est réalisée tous les cinq ans, les populations de référence des années intermédiaires étant quant à elles estimées par interpolation ou extrapolation. Pour la commune, le premier recensement exhaustif entrant dans le cadre du nouveau dispositif a été réalisé en 2004.
En 2022, la commune comptait 157 habitants, en évolution de −16,04 % par rapport à 2016 (Calvados : +1,58 %, France hors Mayotte : +2,11 %).
Au premier recensement républicain, en 1793, Le Mesnil-Simon comptait 361 habitants, population jamais atteinte depuis.
| 1793 | 1800 | 1806 | 1821 | 1831 | 1836 | 1841 | 1846 | 1851 |
| ---- | ---- | ---- | ---- | ---- | ---- | ---- | ---- | ---- |
| 361  | 306  | 337  | 296  | 300  | 280  | 287  | 255  | 261  |

| 1856 | 1861 | 1866 | 1872 | 1876 | 1881 | 1886 | 1891 | 1896 |
| ---- | ---- | ---- | ---- | ---- | ---- | ---- | ---- | ---- |
| 257  | 275  | 255  | 223  | 258  | 248  | 270  | 239  | 219  |

| 1901 | 1906 | 1911 | 1921 | 1926 | 1931 | 1936 | 1946 | 1954 |
| ---- | ---- | ---- | ---- | ---- | ---- | ---- | ---- | ---- |
| 225  | 215  | 205  | 207  | 180  | 222  | 239  | 217  | 168  |

| 1962 | 1968 | 1975 | 1982 | 1990 | 1999 | 2004 | 2006 | 2009 |
| ---- | ---- | ---- | ---- | ---- | ---- | ---- | ---- | ---- |
| 188  | 163  | 163  | 150  | 128  | 155  | 166  | 168  | 156  |

| 2014 | 2019 | 2022 | - | - | - | - | - | - |
| ---- | ---- | ---- | - | - | - | - | - | - |
| 173  | 164  | 157  | - | - | - | - | - | - |

## Lieux et monuments
- Église Notre-Dame (1880) en brique.
- Manoir-ferme de la Varende du XVIe siècle et son colombier, inscrits au titre des monuments historiques[34].
- Manoir de la Valette du XVe siècle, également inscrit[35].
- Vestiges de la motte féodale de Saint-Julien[36].

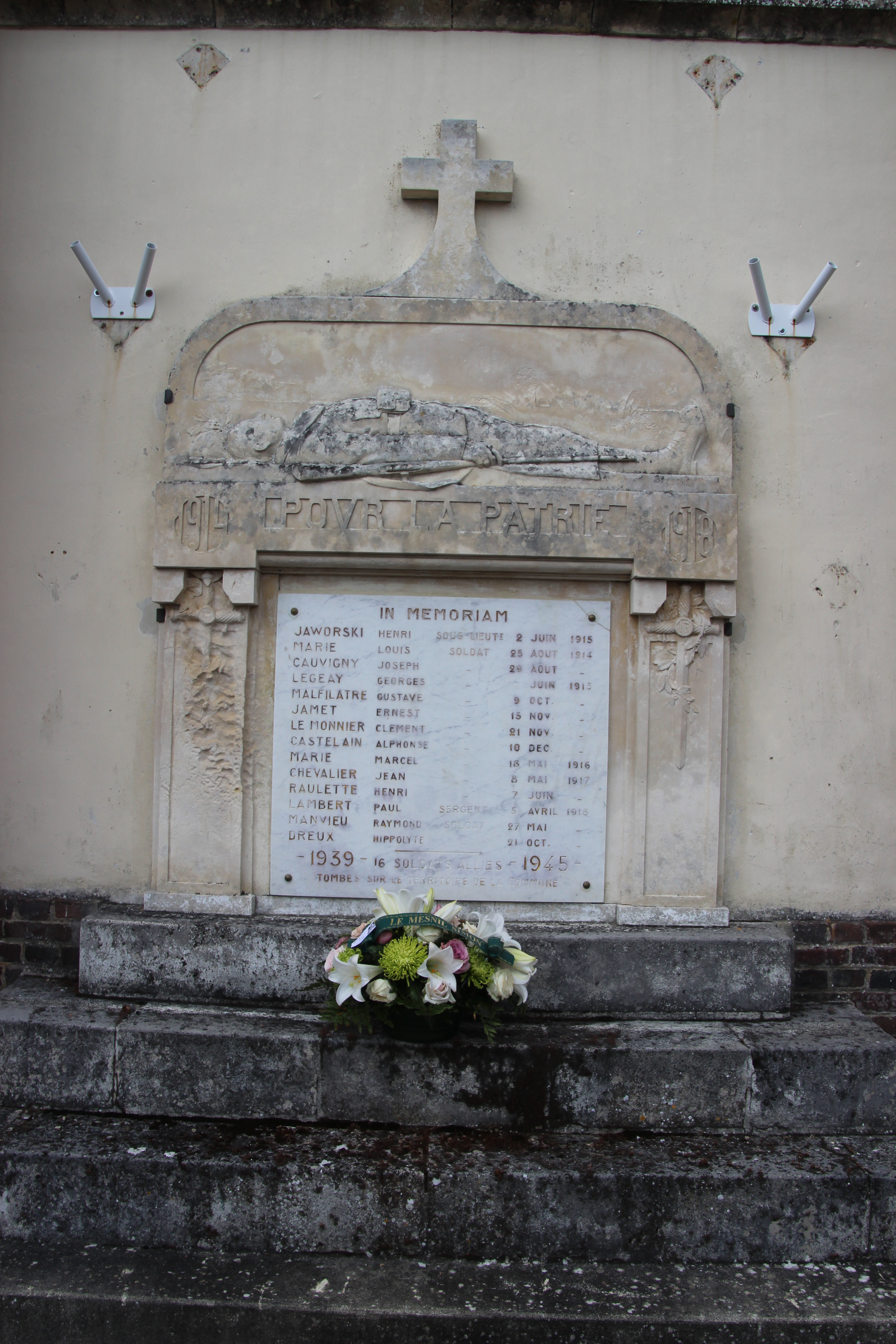
Monument aux morts sur les murs de l'église.
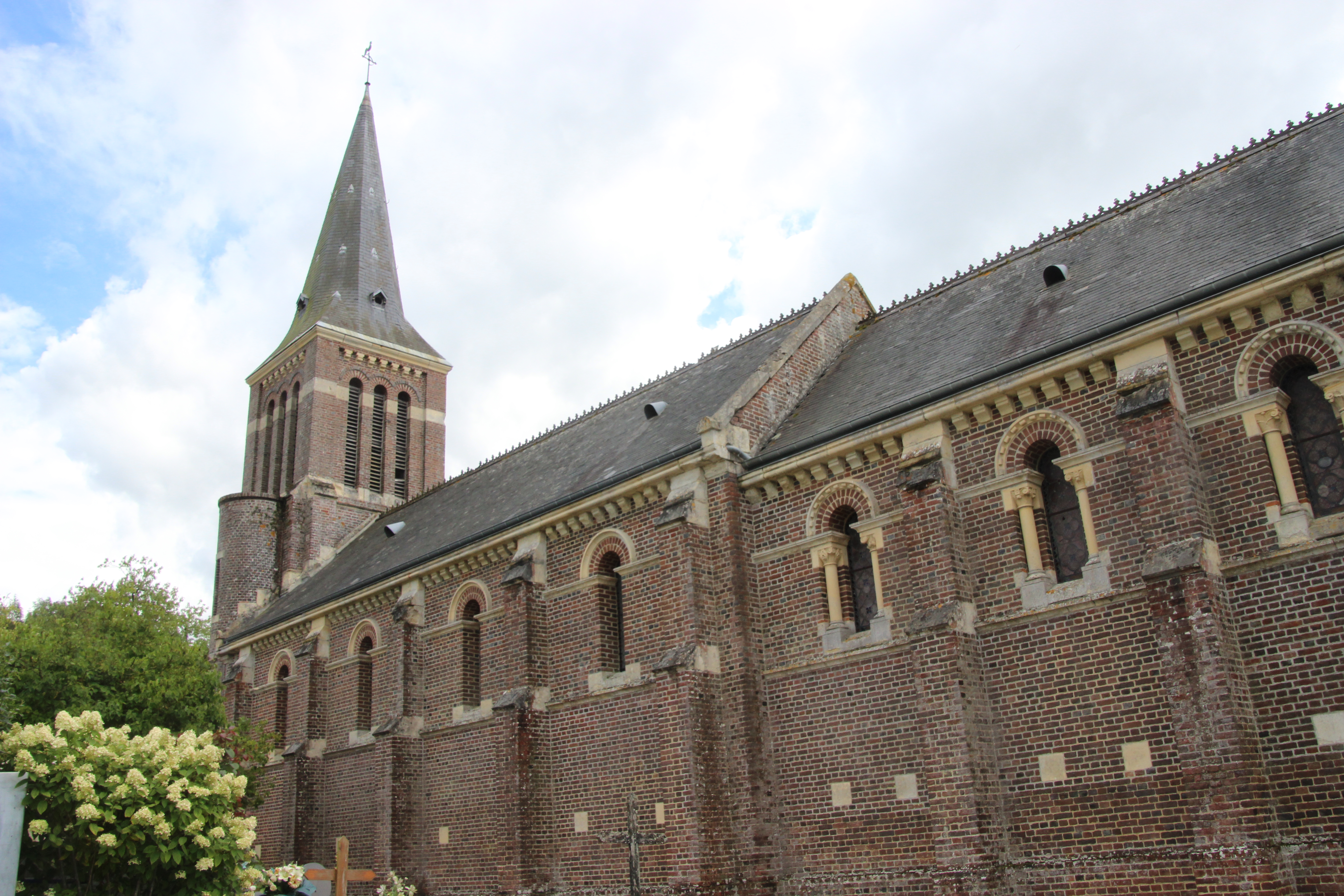
Vue extérieure de l'église.